# منطقه حفاظت‌شده افتخاری
منطقهٔ حفاظت‌شدهٔ افتخاری یک منطقهٔ حفاظت‌شده با مساحت ۶۶۷۸۹ هکتار است که در استان خراسان رضوی در ایران قرار دارد. این منطقهٔ حفاظت‌شده طبق مصوبهٔ شمارهٔ ۷۰۱ در تاریخ ۱۳۸۶/۱۱/۱۲ در فهرست مناطق تحت حفاظت سازمان محیط زیست ایران قرار گرفت.